# Leucania heimi
Leucania heimi là một loài bướm đêm trong họ Noctuidae.